# Heringen, Nordhausen

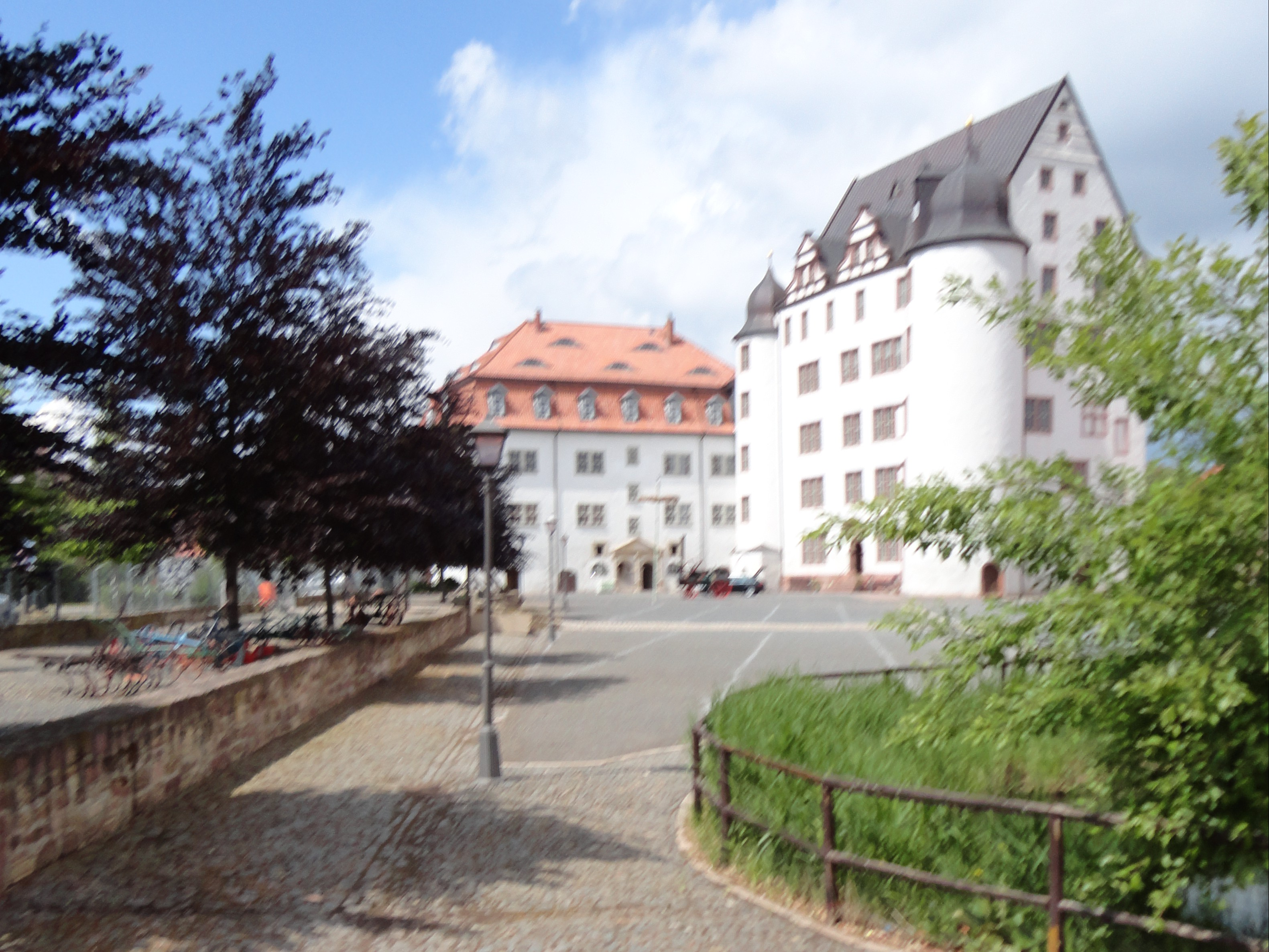
Schloss Heringen (2015)

Heringen (cũng viết: Heringen/Helme để phân biệt với Heringen ở Hessen) là một thị xã ở huyện huyện Nordhausen, trong bang Thüringen, Đức. Đô thị Heringen, Nordhausen có diện tích 20,96 km². Đô thị này tọa lạc bên sông Helme, 8 km về phía đông nam của Nordhausen.